# Трудовое (Волновахский район)
Трудовое (укр. Трудове) — село на Украине, находится в Волновахском районе Донецкой области.
Код КОАТУУ — 1421510103. Население по переписи 2001 года составляет 222 человека. Почтовый индекс — 85701. Телефонный код — 6244.

## История
В 1923 г. приказом Мариупольского окрисполкома в ознаменование 6-й годовщины Октябрьской революции село Богородицкое переименовано в Трудовое.

## Адрес местного совета
85752, Донецкая область, Волновахский р-н, ул. Центральная, 88